# Вышков (Ивано-Франковская область)

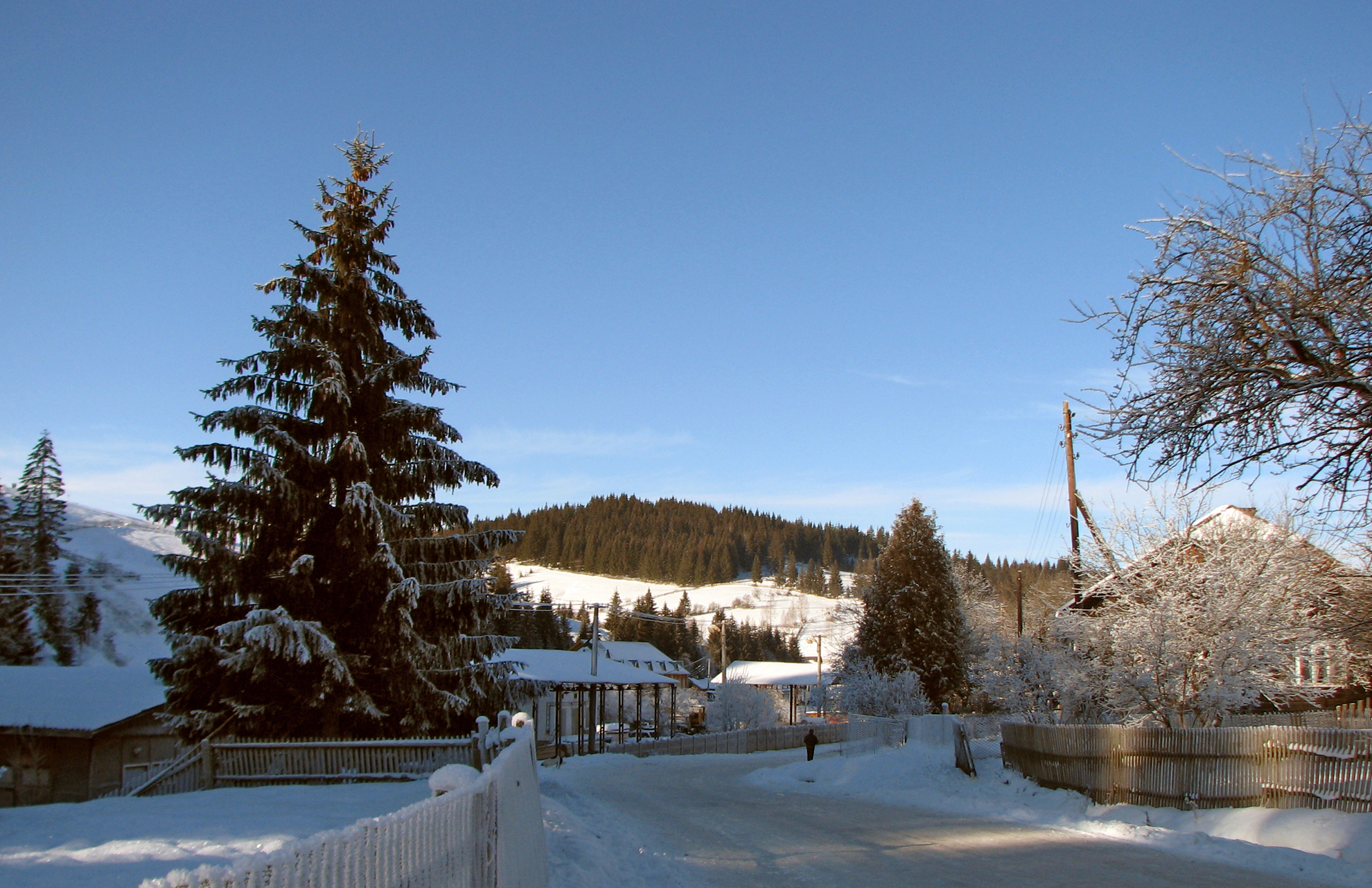
Вышков зимой

Вы́шков (укр. Вишків) — село в Выгодской поселковой общине Калушского района Ивано-Франковской области Украины. В селе расположено туристические базы, вблизи села оборудован горнолыжный спуск с бугельным подъемником. Близ села расположены Вышковский и Торуньский перевалы.

## География
Расположен на высоте 800 метров над уровнем моря, рядом с главным водораздельным хребтом, в верховье реки Мизунка, при впадении притоков Сединовец и Стримба.

## Транспорт
Село лежит на трассе Долина — Хуст, которая с севера преодолевает Вышковский перевал, а с юга — Торунский перевал. На запад отходит дорога до соседнего села Сенечев.